# Ein el-Jarba
Koordinaten: 32° 38′ 18″ N, 35° 7′ 23″ O

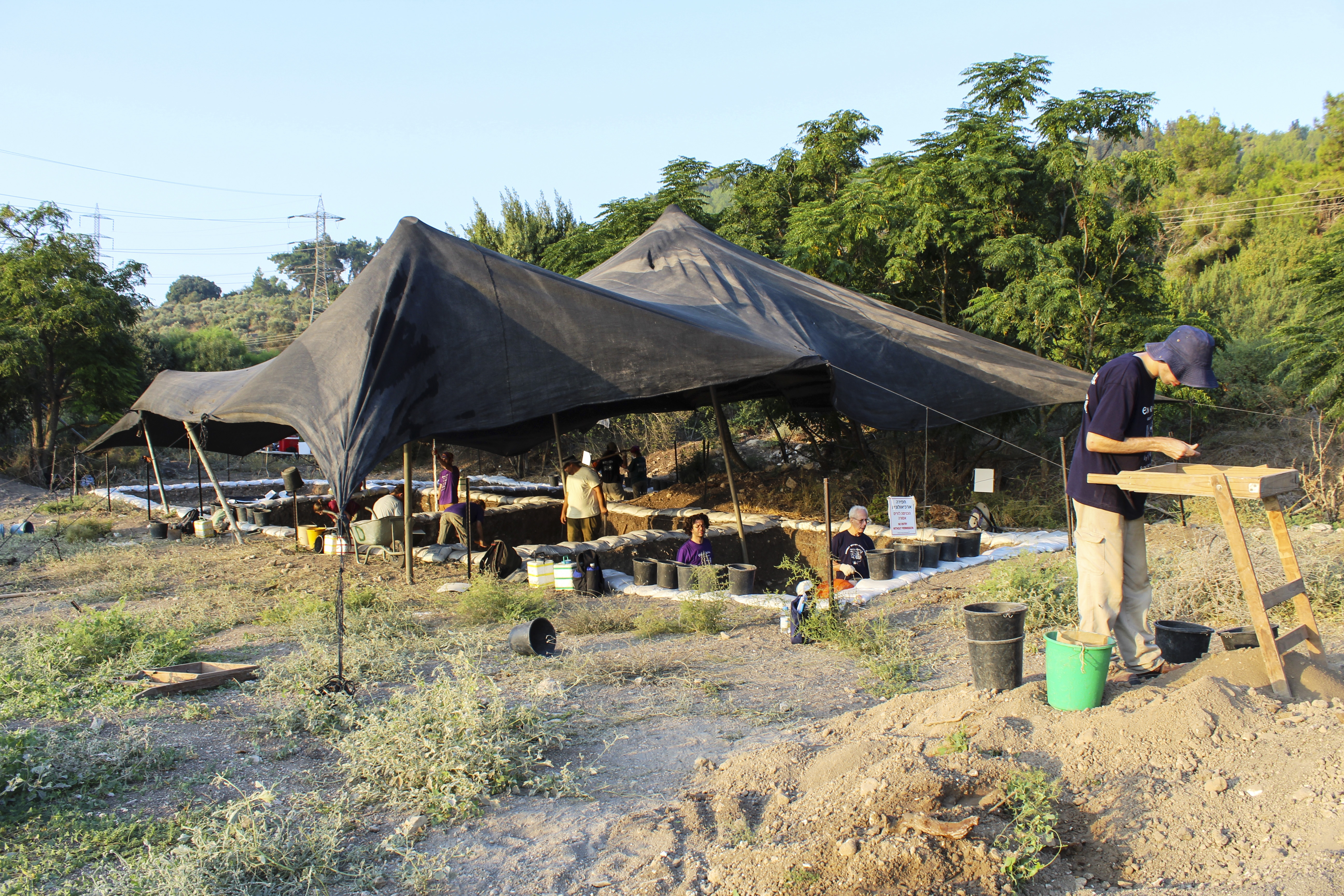
Ausgrabungen bei Ein el-Jarba

Ein el-Jarba (arabisch عين الجربة, DMG ʿAyn al-Ǧarbah) ist ein israelischer Fundplatz der frühen Kupfersteinzeit  der Wadi Rabah-Kultur, welcher auf das 6. Jahrtausend v. Chr. datiert wird.

## Geografische Lage
Der Fundplatz befindet sich am Fuße der Menasche-Höhenzüge im heutigen Kibbuz Hasorea in der Jesreelebene, der Hauptverbindung zwischen dem Mittelmeer und dem Tal des Jordans, etwa 20 km südöstlich der modernen Stadt Haifa und wird im Rahmen eines Grabungsprojekts der Hebräischen Universität Jerusalem erforscht.

## Forschungsgeschichte
Mehrere Grabungen wurden in der näheren Umgebung Ein el-Jarbas bereits durchgeführt. Nach der Entdeckung archäologisch relevanten Materials bei Baggerarbeiten fand im Jahr 1966 eine erste Grabungskampagne unter der Leitung von Jacob Kaplan statt.
Die erforschte Grabungsfläche umfasste etwa 65 Quadratmeter und ergab vier Phasen chalkolithischer Nutzung mit Mauerresten und Bestattungen. Im Jahr 1979 wurden etwa 75 m westlich von diesem Areal unter der Leitung von E. Meyerhof ebenfalls frühchalkolithische Mauerreste freigelegt.
Weitere Fundorte des sechsten Jahrtausends v. Chr. in der näheren Umgebung sind beispielsweise Tell Qiri, Hasorea, Tell Zeriq, Abu Zureiq und Mishmar HaEmek stratum V.

## Ausgrabungen seit 2013
Seit 2013 wird Ein el-Jarba vom Archäologischen Institut der Hebräischen Universität von Jerusalem unter der Leitung von Katharina Streit erforscht. Zwei Besiedlungsepisoden aus der Frühbronzezeit IB (4. Jahrtausend v. Chr.) und dem Frühchalkolithikum (6. Jahrtausend v. Chr.) wurden entdeckt. Die frühbronzezeitliche Besiedlung besteht aus ovalen Häusern mit Fußböden, Gruben und einem Kornsilo. In der frühchalkolithischen Phase wurden mehrere Fußböden und Reste von ungebrannten Lehmziegeln sowie eine runde Steininstallation gefunden.